# Mieczysław Szcześniak
Mieczysław Wojciech ”Miecz” Szcześniak, född 9 juli 1964 i Kalisz, är en polsk popsångare och låtskrivare. Han är också känd under pseudonymerna Miecz Szcześniak och Mietek Szczesniak.
Under tonåren sjöng Szcześniak i det Wrocław-baserade bandet Funk Factory och uppträdde bl.a. i radiokanalen Polskiego Radia w Szczecinie. 1985 började han uppträda på olika musikfestivaler, däribland Festiwalu Polskiej Piosenki i Opole där han vann första priset för sitt framförande av låten Przyszli o zmroku. Han började studera sång och jazz vid universitetet i Katowice 1987. Han vann förstapriset på Sopotfestivalen 1989 och släppte sitt debutalbum Niby nowy 1991, utgivet av Polskie Nagrania Muza. Sedan 1993 är han även en del av den kristna musikgruppen New Life M. som givit ut sex studioalbum. 1997 fick han ett skivkontrakt med EMI i Polen och 1998 släppte han två soloalbum, varav Czarno na białym blev nominerat till ”årets popalbum” 1998. Tillsammans med Edyta Górniak spelade han in låten Dumka na dwa serca 1999, som blev soundtrack till den polska filmen Ogniem i mieczem. År 2000 släppte han albumet Spoza nas och han spelade in soundtracket till filmen W pustyni i w puszczy. 2001 medverkade han på albumet Mężczyźni kobietom, ett samarbete mellan flera av Polens artister, vars intäkter gick till främjandet av mammografi och rehabilitering. 2003 deltog han i en konsert som firade Johannes Paulus II:s 25-årsjubileum som påve. Under 2000-talet har han sjungit och spelat in album tillsammans med många olika körer.
Szcześniak representerade Polen i Eurovision Song Contest 1999 med bidraget Przytul mnie mocno och kom på 18:e plats med 17 poäng.
Han har samarbetat med andra framgångsrika artister som Anną Jurksztowicz, Majką Jeżowską, Kayah, Anna Maria Jopek, Lorą Szafran, Edyta Górniak och Natalia Kukulska.

## Diskografi
- Niby nowy (1991)
- Raduj się świecie – kolędy (1998)
- Czarno na białym (1998)
- Spoza nas (2000)
- Kiedyś (2002)
- Zwykły cud (2006)
- Signs (2011)